# Le Mont Analogue
Ne doit pas être confondu avec Mount Analogue.
Le Mont Analogue est un roman d'aventures inachevé de René Daumal, rédigé entre 1939 et sa mort en 1944. Dédié « à la mémoire d'Alexandre de Salzmann », il a paru pour la première fois aux éditions Gallimard en mars 1952 avec une préface de Rolland de Renéville et une postface de Véra Daumal.
L'auteur est influencé par l'hindouisme et l’enseignement de Gurdjieff,. Le roman est une quête spirituelle, la montagne est le lieu où il est possible de communiquer avec l’au-delà.
Dans l'édition posthume du livre de René Daumal Tu t'es toujours trompé, son frère Jack mentionne que le titre Le Mont analogue évoque « de façon étrangement significative le  mont Qâf (en) de la grande tradition musulmane », la montagne inconnue, invisible, patrie des djinns, lien entre les mondes visibles et invisibles, version musulmane de la Rupes Nigra, qui comme la montagne du Purgatoire de Dante, permet au pèlerin qui y grimpe de progresser à travers les états spirituels.
Le roman est une « merveilleuse allégorie de la littérature », selon William Marx du Collège de France : « En grec ancien, analogue, cela peut vouloir dire : un discours ("logos") qui s'élève, de bas en haut ("ana"). Il s'agit d'escalader le symbole, pour mieux l'interpréter. »

## Résumé
« Roman d'aventures alpines, non euclidiennes et symboliquement authentiques », comme l'annonce son sous-titre, Le Mont Analogue se présente comme un récit de voyage à la première personne. Un petit groupe d'amis part à la découverte d'une montagne mystérieuse de l'hémisphère sud, un lieu d'une très haute valeur symbolique inaccessible au commun des mortels. Cette montagne équilibre les masses montagneuses de l'hémisphère nord et correspond à toutes les montagnes évoquées par les traditions et religions anciennes : le Sinaï, le Meru, l'Olympe, etc.
À sa base, ils découvrent une société cosmopolite tout entière tournée vers l'escalade et dominée par les guides de haute montagne. Ils décident eux aussi d'entreprendre l'escalade. Le roman les abandonne en route vers l'ineffable, au milieu d'une phrase du cinquième chapitre.

## Personnages principaux
- Arthur Beaver, médecin, yachtman et alpiniste
- Pierre Sogol[Note 1], chef de l'expédition
- Ivan Lapse, russe d'origine finnoise, linguiste
- Hans et Karl, deux frères autrichiens, spécialistes des escalades acrobatiques
- Judith Pancake, américaine, peintre de haute montagne
- Le narrateur Théodore et sa femme Renée.

## Titres des chapitres
1. « Qui est le chapitre de la rencontre »
2. « Qui est celui des suppositions »
3. « Qui est celui de la traversée »
4. « Où l'on arrive, et où le problème de la monnaie se pose en termes précis »
5. « Qui est celui de l'installation du premier camp »

Le roman inachevé devait comporter 7 chapitres, le titre du dernier devait être « Et vous, que cherchez ? »

## Éditions
- Gallimard, coll. « Blanche », 1952, Paris, 216 p., sous-titre : récit véridique, dédié « À la mémoire d’Alexandre de Salzmann », préface d'André Rolland de Renéville, postface de Véra Daumal, notes de l'auteur « retrouvées dans les papiers de René Daumal »  (ISBN 2-07-021763-9). Cette édition originale est rééditée deux fois par procédé photo-offset en 1962 et 1968, mais sans que soit corrigé le point final malencontreusement mis à la place de la virgule ultime de ce roman inachevé.
- Gallimard, coll. « L'imaginaire », 1981, Paris, 175 p., sous-titre : roman d'aventures alpines, non euclidiennes et symboliquement authentiques. Dite Édition définitive, établie par H. J. Maxwell et C. Rugafiori, avant-propos de l'éditeur, pas de dédicace ni préface ni postface, à la fin de la publication, une note de l'éditeur introduit les notes de l'auteur de l'édition originales regroupées ici en 4 chapitres  (ISBN 2-07-022877-0).
- La République des Lettres, 2013, Paris, numérique, sous-titre : roman d'aventures alpines, non euclidiennes et symboliquement authentiques, suivi d'une biographie de l'auteur par Michel Collomb, pas de dédicace ni préface ni postface ni notes de l'auteur  (ISBN 9782824901589).
- Allia, 2020, Paris, 144 p. sous-titre : roman d'aventures alpines, non euclidiennes et symboliquement authentiques  (ISBN 979-10-304-2242-9)
- Gallimard, 2021, Paris, 232 p., texte intégral édité sous le titre Les Monts Analogues. Une ascension à travers l’œuvre de René Daumal, édition publiée sous la direction de Boris Bergmann, préface de Patti Smith, édition augmentée de textes, photos et dessins, notamment de Patti Smith et d'Alejandro Jodorowsky, édition financée par la Fondation Luma[6]  (ISBN 9782072946752).

## Postérité

### Adaptations
À la suite du refus de François Truffaut en 1969, au producteur britannique Peter Fraser, le cinéaste et alpiniste amateur français Luc Moullet a travaillé son projet d'adaptation intitulé My Own Strangers, avec dans le rôle principal Charlton Heston ou Glenn Ford,, le film ne se fera pas faute de moyens financiers.
En 1972, le réalisateur chilien Alejandro Jodorowsky, ne pouvant acquérir les droits du roman (toujours en possession du producteur anglais Peter Fraser), s'inspire librement de l'idée de base pour réaliser La Montagne sacrée (où abondent les clins d’œil à l'enseignement de Gurdjieff).
En 2012, le musicien d'avant-garde américain John Zorn enregistre un album homonyme et inspiré des écrits de Gurdjieff.
Le roman inspire également Ben Russell (en), cinéaste expérimental américain, dans La Montagne invisible, installation présentée au Plateau à Paris en 2020.
En 2023, la compagnie de théâtre « les Dramaticules » l'adapte pour une pièce de théâtre La Montagne cachée mise en scène par Jérémie Le Louët avec Pierre-Antoine Billon, Julien Buchy, Anthony Courret, Jonathan Frajenberg, Jérémie Le Louët, Dominique Massat et une scénographie de Blandine Vieillot.

### Suites
- Le Mont Eugolana, éditions Arbitraire, 2014, 48 pages, librement inspirée du roman et imaginant sa suite, une bande dessinée par six auteurs coordonnés par Pierre Ferrero[11].
- Mt. Analogue: A Climber's Quest, suite de textes et photos librement inspirée du roman en format numérique, Arthur von Boennighausen[11].

### Créations plastiques
L’Américain Ben Russell, cinéaste, vidéaste, scénographe et chorégraphe, expose l'installation La Montagne Invisible en 2020 au Frac Île-de-France. Il « actualise » le roman inachevé et contribue à porter « une possible réhabilitation de l'homme », citant ainsi la préface de André Rolland de Renéville.
Depuis juin 2021, le sommet de la Colonne Médicis accueille, au centre de Paris, une création de l'artiste Philippe Parreno qui transcrit en signaux lumineux Le Mont Analogue. Il s'agit d'une application réagissant en temps réel à chaque variation de couleur en lui associant un son.

### Influences
Aureliano Tonet, dans sa série d'articles du Monde, inventorie la « postérité vertigineuse » du roman qui influence des plasticiens (Antoine Proux, Philippe Parreno, le céramiste Virgile Loyer, Charles Hascoët), des chefs d'entreprise, un jardinier (Gilles Clément), des alpinistes (Royal Robbins, Arthur von Boennighausen, Bernard Amy), des francs-maçons, des dessinateurs (Pierre Ferrero), des hommes politiques (François Mitterrand), les hippies à la suite des beatniks, des musiciens (Patti Smith, John Zorn, The Beatles, Bertrand Belin, Lucio Bukowski, etc.), des cinéastes (Luc Moullet, Alejandro Jodorowsky, Raoul Ruiz, Xavier Durringer, Ben Russell), un photographe (Henri Cartier-Bresson), un scénariste (Benoît Peeters), un architecte (Aldo Rossi), des scientifiques (Étienne Klein, Nicolas Bellahsen), et un épistémologue (Daniel Parrochia).
Le Mont Analogue était un des livres de chevet de François Mitterrand. Il l'a découvert en 1968 et le qualifie de chef-d'œuvre. 
Une communauté de hippies des années 1960 de San Francisco tous passionnés par Le Mont Analogue, créent le Theater of All Possibilities. Cette communauté convainc un pétrolier texan de financer Biosphère II, qui « transpose à la lettre Le Mont Analogue : la création d'un monde qui n'existe sur aucune carte, l'utopie collective, l'esprit de conquête, la fin brutale, tout y est, ou presque », comme l'analyse Matt Wolf, documentariste américain. Ce dôme de 1,27 ha correspond d'évidence à la « coque d'espace courbe » du Mont Analogue selon la photographe Stéphanie Solinas.
Le Mont Analogue est aussi cité par le rappeur Lucio Bukowski, fervent amateur de littérature, qui le cite dans le titre Grande Vie de son album Chardons bleus paru le 2 avril 2024 : « Je connais les petits passages du monde sous le monde comme René Daumal ».